# Jazzpar-prijs
De Jazzpar Prize was een jaarlijkse Deense jazzprijs, in 1990 ingesteld door de trompettist Arnvid Meyer. De winnaar werd gekozen uit vijf genomineerden, allen internationaal erkende jazzmusici. De winnaar kreeg 200.000 Deense kronen en een bronzen beeldje, ontworpen door Jørgen Haugen Sørensen. De prijsuitreiking vond aan het einde van de lente plaats in Kopenhagen en vormde het begin van een week van jazzactiviteiten in de hoofdstad. De belangrijkste sponsor was jarenlang de Scandinavian Tobacco Company. De prijs werd in 2005 niet meer uitgereikt, uit gebrek aan sponsors. Arnvid Meyer overleed in 2007.
De kandidaten werden geselecteerd door een panel van internationale jazzcritici, waaronder Filippo Bianchi (Italiaans redacteur van het blad Musica Jazz en oprichter van het Europe Jazz Network), Alex Dutilh (Frans redacteur van het magazine Jazzman), Peter H. Larsen (Deense journalist, redacteur en radioproducer), Dan Morgenstern (Amerikaans jazzhistoricus, auteur en redacteur), Brian Priestley (Brits redacteur) en Boris Rabinowitsch (Deens jazzcriticus).

## Prijswinnaars
- 1990: Muhal Richard Abrams
- 1991: David Murray
- 1992: Lee Konitz
- 1993: Tommy Flanagan
- 1994: Roy Haynes
- 1995: Tony Coe
- 1996: Geri Allen
- 1997: Django Bates
- 1998: Jim Hall
- 1999: Martial Solal
- 2000: Chris Potter
- 2001: Marilyn Mazur
- 2002: Enrico Rava
- 2003: Andrew Hill
- 2004: Aldo Romano[1]